# Мария Анна Австрийска (1718 – 1744)
Вижте пояснителната страница за други личности с името Мария Анна Австрийска.
Мария Анна Елеонора Вилхелмина Йозефа Австрийска (на немски: Maria Anna Eleonore Wilhelmine Josepha von Österreich, Maria Anna von Habsburg; * 26 септември 1718, Виена; † 16 декември 1744, Брюксел), от род Хабсбурги, е ерцхерцогиня на Австрия и чрез женитба херцогиня на Лотарингия.

## Живот
Тя е втората дъщеря на император Карл VI (1685 – 1740) и съпругата му Елизабет Кристина фон Брауншвайг-Волфенбютел (1691 – 1750). По-малка сестра е на Мария Терезия.
Мария Анна се омъжва на 7 януари 1744 г. във Виена за Карл Александър Лотарингски (1712 – 1780), по-малкият брат на Франц I Стефан от Лотарингия. Нейният умрял вече баща бил против тази връзка.
Двойката поема на 26 март 1744 г. управлението на Нидерландия в Брюксел след смъртта на нейната леля Мария Елизабет (1680 – 1741).
Карл тръгва във войната против Прусия, докато Мария Анна очаква първото си дете. Тя ражда мъртво момиче на 16 декември 1744 г. След няколко часа умира и Мария Анна на 26 години. По-късно тя е закарана във Виена и е погребана заедно с мъртвороденото си дете в императорската гробница. Карл не се жени отново.
След няколко дена умира и нейната свекърва Елизабет Шарлота Орлеанска (1676 – 1744).
- Ерцхерцогиня Мария Анна
- Мария Анна Австрийска, 1727 г.